# Universidade Federal do Rio de Janeiro
Die Universidade Federal do Rio de Janeiro (abgekürzt UFRJ, deutsch: Bundesuniversität Rio de Janeiro) ist die größte bundesstaatliche Universität in Brasilien und eines der brasilianischen Exzellenzzentren in Lehre und Forschung. Sie gehört zu den besten Hochschulen in Lateinamerika.

## Lage
Das Hauptcampus liegt in einer Universitätsstadt, der Cidade Universitária da Universidade Federal do Rio de Janeiro, auf der künstlichen Insel Ilha do Fundão in der Guanabara-Bucht.

## Geschichte
Als erste offizielle Institution der höheren Bildung in Brasilien kann sie eine ununterbrochene Tätigkeit seit 1792 vorweisen, als die Real Academia de Artilharia, Fortificação e Desenho (Königliche Akademie der Artillerie, Festungsbau und Entwurf) gegründet wurde. Aus dieser Militäringenieursschule, umbenannt im 19. Jahrhundert in Escola Polytechnica do Rio de Janeiro, ging schließlich die Universität hervor.
Am 7. September 1920 unterzeichnete Präsident Epitácio Pessoa das Dekret Nr. 14.343, das die Zusammenlegung der Escola Politécnica mit den bis dahin eigenständigen Hochschulen Faculdade Livre de Ciências Jurídicas e Sociais do Rio de Janeiro, der 1882 gegründeten Rechtsfakultät, und der 1808 errichteten Faculdade de Medicina, der ältesten medizinischen Fakultät Brasiliens, beschloss. Dies bewirkte die Gründung der ersten Universität des Bundesstaates Rio de Janeiro als Universidade do Rio de Janeiro, 1935 umbenannt in Universidade do Distrito Federal. Sie diente als Modell für alle anderen Hochschulgründungen und zeigte in der Struktur in den ersten Jahrzehnten Einflüsse des französischen und deutschen Hochschulwesens.
Neben Grund- und Hauptstudium umfasst die Universität sieben Museen, deren größtes das Museu Nacional da Universidade Federal do Rio de Janeiro, acht Universitätskliniken, hunderte von Labors und mehr als 40 Bibliotheken.
28. Rektor war Roberto Leher, der das Amt am 3. Juli 2015 in Nachfolge von Carlos Antônio Levi da Conceição antrat.
Seit 29. Dezember 2019 ist die Biowissenschaftlerin Denise Pires de Carvalho erste weibliche Rektorin der UFRJ.

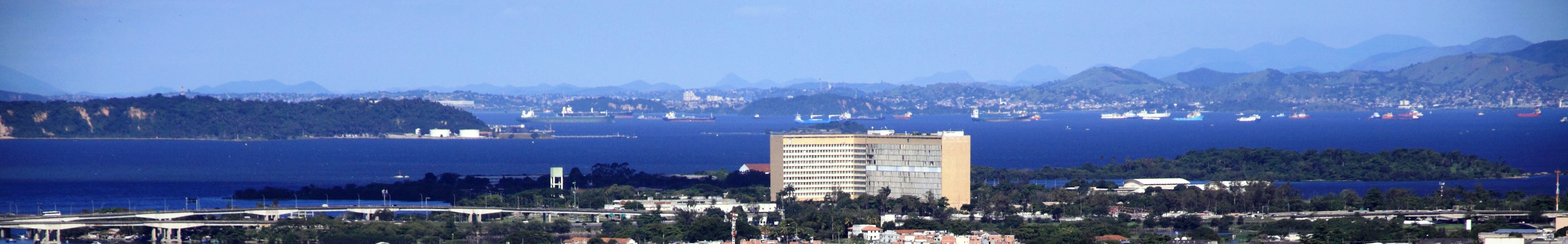
Panoramablick über das Universitätsgelände, Mitte: das Universitätsklinikum Hospital Universitário Clementino Fraga Filho

Der Asteroid des äußeren Hauptgürtels (2707) Ueferji ist nach der Universität benannt.

## Rektoren der UFRJ seit 1921
| Nr. | Rektor                                             | Zeitraum  |
| --- | -------------------------------------------------- | --------- |
| 1   | Benjamim Franklin de Ramiz Galvão                  | 1921–1925 |
| 2   | Afonso Celso de Assis Figueiredo Júnior            | 1925–1926 |
| 3   | Juvenil da Rocha Vaz                               | 1926–1926 |
| 4   | Manuel Cícero Peregrino da Silva                   | 1926–1930 |
| 5   | João Martins de Carvalho Mourão                    | 1930–1931 |
| 6   | Fernando Augusto Ribeiro de Magalhães              | 1931–1934 |
| 7   | Cândido Luiz Maria de Oliveira Filho               | 1931–1933 |
| 8   | Raul Leitão da Cunha                               | 1934–1945 |
| 9   | Inácio Manuel Azevedo do Amaral                    | 1945–1948 |
| 10  | Pedro Calmon Moniz de Bittencourt                  | 1948–1950 |
| 11  | Deolindo Augusto de Nunes Couto                    | 1950–1951 |
| 12  | Pedro Calmon Moniz de Bittencourt                  | 1951–1966 |
| 13  | Clementino Fraga Filho                             | 1966–1967 |
| 14  | Raymundo Augusto de Castro Moniz de Aragão         | 1966–1969 |
| 15  | Djacir Lima Menezes                                | 1969–1973 |
| 16  | Hélio Fraga                                        | 1973–1977 |
| 17  | Luiz Renato Carneiro da Silva Caldas               | 1977–1981 |
| 18  | Adolfo Polilo                                      | 1981–1985 |
| 19  | Horácio Cintra de Magalhães Macedo                 | 1986–1989 |
| 20  | Alexandre Pinto Cardoso                            | 1989–1990 |
| 21  | Nelson Maculan Filho                               | 1990–1994 |
| 22  | Paulo Alcântara Gomes                              | 1994–1998 |
| 23  | José Henrique Vilhena de Paiva                     | 1998–2002 |
| 24  | Carlos Francisco Theodoro Machado Ribeiro de Lessa | 2002–2003 |
| 25  | Sergio Eduardo Longo Fracalanzza                   | 2003–2003 |
| 26  | Aloísio Teixeira                                   | 2003–2011 |
| 27  | Carlos Antônio Levi da Conceição                   | 2011–2015 |
| 28  | Roberto Leher                                      | 2015–2019 |
| 29  | Denise Pires de Carvalho                           | 2019–     |

## Lehr- und Forschungseinrichtungen
| Universitätseinrichtungen | Weitere Einrichtungen |
| --- | --- |
| Centro de Ciências da Saúde Escola de Educação Física e Desportos (EEFD) Escola de Enfermagem Anna Nery (EEAN) Faculdade de Farmácia (FF) Faculdade de Medicina (FM) Faculdade de Odontologia (FO) Instituto de Biologia (IB) Instituto de Ciências Biomédicas (ICB) Instituto de Estudos em Saúde Coletiva (IESC) Instituto de Microbiologia Paulo de Góes (IMPG) Instituto de Nutrição Josué de Castro (INJC) Centro de Tecnologia Escola de Química (EQ) Escola Politécnica (Poli) Centro de Ciências Matemáticas e da Natureza Instituto de Física (IF) Instituto de Geociências (IGeo) Instituto de Matemática (IM) Instituto de Química (IQ) Observatório do Valongo (OV) Centro de Ciências Jurídicas e Econômicas Faculdade de Administração e Ciências Contábeis (FACC) Faculdade de Direito (FND) Instituto de Economia (IE) Centro de Filosofia e Ciências Humanas Escola de Comunicação (ECO) Escola de Serviço Social (ESS) Faculdade de Educação (FE) Instituto de Filosofia e Ciências Sociais (IFCS) Instituto de História (IH) Instituto de Psicologia (IP) Centro de Letras e Artes Escola de Belas Artes (EBA) Escola de Música (EM) Faculdade de Arquitetura e Urbanismo (FAU) Faculdade de Letras (FL) | Centro de Ciências da Saúde Instituto de Atenção à Saúde São Francisco de Assis (HESFA) Instituto de Biofísica Carlos Chagas Filho (IBCFF) Instituto de Bioquímica Médica (IBqM) Instituto do Coração Edson Abdalla Saad (ICEAS) Instituto de Doenças do Tórax (IDT) Instituto de Ginecologia (IG) Instituto de Neurologia Deolindo Couto (INDC) Instituto de Pesquisas de Produtos Naturais Walter Mors (IPPN) Instituto de Psiquiatria (IPUB) Instituto de Puericultura e Pediatria Martagão Gesteira (IPPMG) Hospital Universitário Clementino Fraga Filho (HUCFF) Maternidade-Escola (ME) Núcleo em Ecologia e Desenvolvimento Sócio-Ambiental de Macaé (NUPEM) Núcleo de Biologia Estrutural e Bioimagem (CENABIO) Núcleo de Tecnologia Educacional para a Saúde (NUTES) Centro de Tecnologia Instituto Alberto Luiz Coimbra de Pós-Graduação e Pesquisa em Engenharia (COPPE) Instituto de Macromoléculas Professora Eloisa Mano (IMA) Núcleo Interdisciplinar para o Desenvolvimento Social (NIDES) Centro de Ciências Matemáticas e da Natureza Instituto Tércio Pacitti de Aplicações e Pesquisas Computacionais (NCE) Centro de Ciências Jurídicas e Econômicas Instituto de Pesquisa e Planejamento Urbano e Regional (IPPUR) Instituto de Pós-Graduação e Pesquisa em Administração (COPPEAD) Centro de Filosofia e Ciências Humanas Colégio de Aplicação (CAp) Núcleo de Estudos de Políticas Públicas em Direitos Humanos (NEPP-DH) Fórum de Ciência e Cultura Casa da Ciência (CCIÊNCIA) Colégio Brasileiro de Altos Estudos (CBAE) Museu Nacional (MN) |

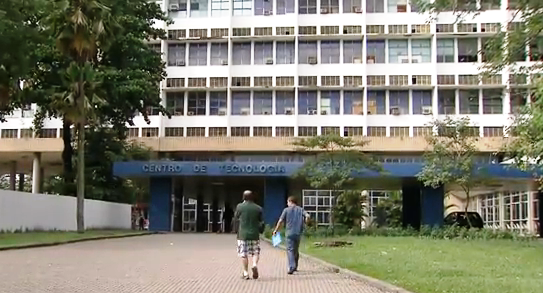
Block A des Centro de Tecnologia
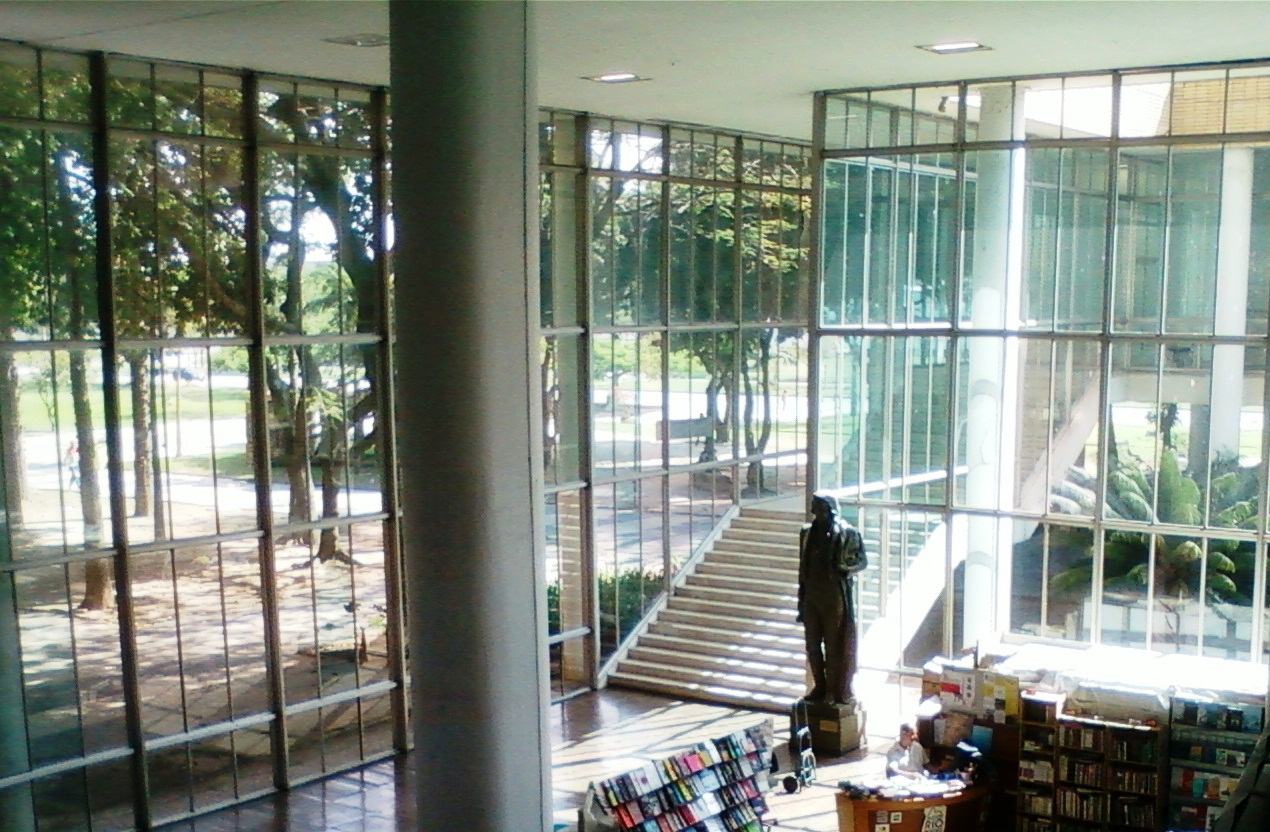
Rektoratsgebäude mit Zentralverwaltung
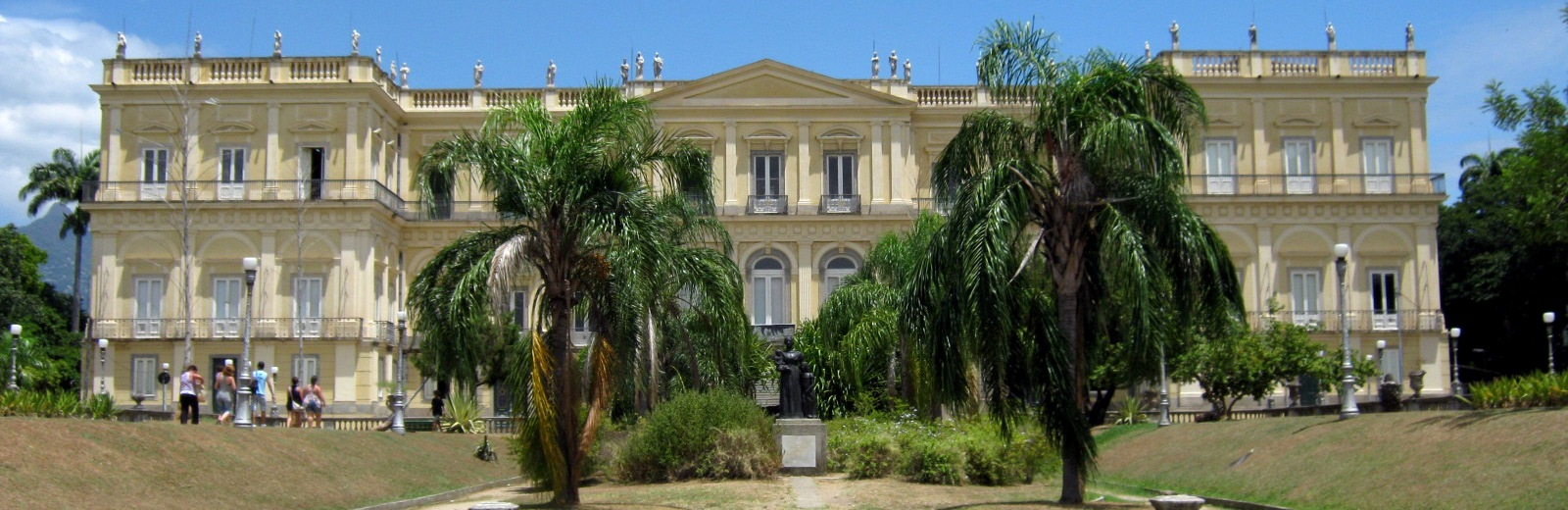
Nationalmuseum der Bundesuniversität Rio de Janeiro

## Bekannte Alumni

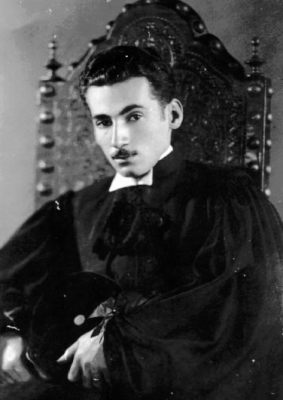
Jorge Amado

- Jorge Amado (1912–2001), Schriftsteller
- Oswaldo Aranha (1894–1960), Politiker
- Artur Ávila (* 1979), Mathematiker und Professor, Fields-Medaillenträger
- Benjamin Constant Botelho, Ingenieur
- Vital Brazil (1865–1950), Mediziner
- Sérgio Buarque de Holanda (1902–1982), Historiker
- Roberto Burle Marx (1909–1994), Landschaftsarchitekt
- Bussunda (1962–2006), Komiker
- Carlos Chagas (1879–1934), Mediziner
- Oswaldo Cruz (1872–1917), Mediziner
- Rubem Fonseca (1925–2020), Schriftsteller
- Maria das Graças Foster (* 1953), Managerin bei Petrobras
- Ilan Goldfajn (* 1966), Präsident der Zentralbank von Brasilien
- Otto Richard Gottlieb (1920–2011), Chemiker und Wissenschaftler
- Suzana Herculano-Houzel (* 1972), Neurowissenschaftlerin
- Carlos Lacerda (1914–1977), Politiker
- Elon Lages Lima (1929–2017), Mathematiker
- Ivan Lins (* 1945), Komponist
- Evandro Lins e Silva, Rechtsanwalt
- Clarice Lispector (1920–1977), Schriftstellerin
- José Leite Lopes (1918–2006), Physiker
- Henrique Meirelles (* 1945), Finanzfachmann
- Edson Marinho Duarte Monteiro (* 1947), Diplomat
- Vinícius de Moraes (1913–1980), Dichter, Denker, Diplomat und Sänger
- Leopoldo Nachbin (1922–1993), Mathematiker
- Oscar Niemeyer (1907–2012), Architekt
- Jacob Palis (1940–2025), Mathematiker und Professor
- Candido Portinari (1903–1962), Maler
- Marques Rebêlo (1907–1973), Schriftsteller
- José Scheinkman (* 1948), Wirtschaftswissenschaftler
- Carlos Alberto Sicupira (* 1948), Unternehmer
- Anísio Teixeira, Pädagoge
- Marcel Herrmann Telles (* 1950), Unternehmer